# Kreis Meiningen
Der Kreis Meiningen war ein Landkreis im Bezirk Suhl der DDR. Von 1990 bis 1994 bestand er als Landkreis Meiningen im Land Thüringen fort. Sein Gebiet liegt heute im Landkreis Schmalkalden-Meiningen in Thüringen. Der Sitz der Kreisverwaltung befand sich in Meiningen.

## Geografie

### Lage
Der Kreis Meiningen lag im äußersten Südwesten der DDR an der innerdeutschen Grenze. Landschaftlich wird der damalige Grenzkreis vom Werratal, von der Rhön und vom Grabfeld geprägt. Die höchste Erhebung ist der Berg Ellenbogen in der Hohen Rhön bei Frankenheim mit 814 Metern über NN.

### Größere Orte
Weitere Städte neben der Kreisstadt Meiningen waren Wasungen und Römhild. Größere Orte mit mehr als tausend Einwohnern waren außerdem Frankenheim, Haina, Jüchsen, Kaltensundheim, Kaltenwestheim, Milz, Obermaßfeld-Grimmenthal, Untermaßfeld und Walldorf.

### Nachbarkreise
Der Kreis Meiningen grenzte im Uhrzeigersinn im Nordwesten beginnend an die Kreise Bad Salzungen, Schmalkalden, Suhl-Land, Hildburghausen sowie an die bayerischen Landkreise Königshofen im Grabfeld, Mellrichstadt (bis 1972) bzw. Rhön-Grabfeld (bis 1973 Bad Neustadt an der Saale) (ab 1972) und den hessischen Landkreis Fulda.

## Geschichte
Im 19. Jahrhundert wurde das Herzogtum Sachsen-Meiningen in vier Landkreise unterteilt und es entstand der Landkreis Meiningen mit der Kreisstadt Meiningen, die zugleich Landeshauptstadt war. Aus diesem Landkreis ging bei der Verwaltungsreform von 1952 in der DDR zusammen mit Teilen der alten Landkreise Eisenach und Hildburghausen der neue Kreis Meiningen hervor, nachdem bereits 1950 der Kreis Bad Salzungen ausgegliedert wurde. Auf einer Fläche von 705 Quadratkilometern lebten 1955 72.900 und 1975 71.168 Menschen (jeweils am 31. Dezember).
Am 17. Mai 1990 wurde der Kreis in Landkreis Meiningen umbenannt. Am 3. Oktober 1990 kam der Landkreis zum Land Thüringen. Dem Landkreis wurde das Kfz-Zeichen MGN zugeteilt. Mit der Kreisreform, die im Freistaat Thüringen zum 1. Juli 1994 umgesetzt wurde, wurden die Landkreise Meiningen, Schmalkalden und Teile des Landkreises Suhl zum Landkreis Schmalkalden-Meiningen vereinigt. Meiningen blieb Kreisstadt.

## Gemeinden
Dem Kreis Meiningen gehörten die folgenden Gemeinden an:
| - Allendorf, Dorf - Aschenhausen - Bauerbach - Behrungen - Belrieth - Berkach - Bettenhausen - Bibra - Birx - Dreißigacker - Einhausen - Einödhausen - Ellingshausen - Exdorf - Frankenheim/Rhön - Friedelshausen - Geba - Gerthausen - Haina | - Haselbach - Helmershausen - Henfstädt - Henneberg - Hermannsfeld - Herpf - Hindfeld - Hümpfershausen - Jüchsen - Kaltensundheim - Kaltenwestheim - Leutersdorf - Mehmels - Meiningen, Stadt - Melkers - Melpers - Mendhausen - Metzels - Milz | - Mittelsdorf/Rhön - Neubrunn - Nordheim - Obendorf - Oberkatz - Obermaßfeld-Grimmenthal - Oberweid - Oepfershausen - Queienfeld - Reichenhausen - Rentwertshausen - Rippershausen - Ritschenhausen - Römhild - Schafhausen - Schwarzbach - Schwickershausen - Seeba - Solz | - Stedtlingen - Stepfershausen - Sülzdorf - Sülzfeld - Träbes - Unterkatz - Untermaßfeld - Unterweid - Utendorf - Vachdorf - Wachenbrunn - Wahns - Wallbach - Walldorf - Wasungen, Stadt - Westenfeld - Wohlmuthausen - Wölfershausen - Wolfmannshausen |

Am 1. Januar 1957 wechselten die Gemeinden Henfstädt und Wachenbrunn in den Kreis Hildburghausen.
Bis 1990 verloren mehrere Gemeinden durch Eingemeindung ihre Eigenständigkeit oder wechselten in einen Nachbarkreis:
- Seeba, am 1. Januar 1971 zu Herpf
- Friedelshausen, am 1. Januar 1974 zu Hümpfershausen
- Melkers und Solz, am 1. Januar 1974 zu Rippershausen
- Reichenhausen und Schafhausen, am 1. April 1974 zu Erbenhausen
- Obendorf, am 1. April 1974 zu Exdorf
- Sülzdorf, am 1. April 1974 zu Haina
- Haselbach, am 1. April 1974 zu Hermannsfeld
- Mittelsdorf/Rhön, am 1. April 1974 zu Kaltenwestheim
- Hindfeld, am 1. April 1974 zu Milz
- Träbes, am 1. April 1974 zu Stepfershausen
- Geba, am 1. Januar 1978 zu Helmershausen
- Dreißigacker, am 1. Oktober 1990 zu Meiningen

## Wirtschaft
Wirtschaftlich dominierte im Kreis die Land- und Forstwirtschaft. Größere Industriebetriebe, Kultur- und Verwaltungseinrichtungen gab es fast nur in der Kreisstadt. Eine große Bedeutung hatte der Maschinenbau und der Schienenfahrzeugbau (RAW Meiningen), die Mikroelektronik (Robotron Meiningen), die Spielzeugherstellung (Spielzeug-Elektrik in Meiningen und Kaltensundheim), die Tubenfabrik in Wasungen (Tubex), das Baugewerbe (Meiningen und Walldorf/Werra), die Nahrungsmittelproduktion (Getränkekombinat Meiningen, Fleischkombinat Meiningen, Fischverarbeitung), die Energiewirtschaft (Energiekombinat) und diverse Konsumgüterproduktionen (Herrenwäschefabrik Welton Meiningen, Ruhla-Uhren, Küchenmöbelfabrik RÖME Römhild-Meiningen).

## Verkehr
Im Verkehr war der Kreis über die Fernstraßen F 19, F 89, F 280 und F 285 zu erreichen. Mit der Eröffnung der Grenzübergangsstelle Meiningen-Eußenhausen im Jahr 1973 existierte über die F 19 und B 19 eine Verbindung nach Bayern (Bundesrepublik Deutschland) im kleinen Grenzverkehr. Meiningen war ein bedeutender Bahnknoten und hatte Schnellzugverbindungen nach Erfurt, Berlin, Leipzig, Halle (Saale), Dresden, Görlitz und Stralsund. Darunter war der Städteexpress nach Berlin.

## Kfz-Kennzeichen
Den Kraftfahrzeugen (mit Ausnahme der Motorräder) und Anhängern wurden von etwa 1974 bis Ende 1990 dreibuchstabige Unterscheidungszeichen, die mit den Buchstabenpaaren OJ, OK und OL begannen, zugewiesen. Die letzte für Motorräder genutzte Kennzeichenserie war OZ 80-01 bis OZ 99-99.
Anfang 1991 erhielt der Landkreis das Unterscheidungszeichen MGN. Es wurde bis zum 31. Januar 1995 ausgegeben. Seit dem 29. November 2012 ist es im Landkreis Schmalkalden-Meiningen erhältlich (siehe Kennzeichenliberalisierung).